# Seznam dílů seriálu Star Trek: Picard
Toto je seznam dílů seriálu Star Trek: Picard. Americký televizní sci-fi seriál Star Trek: Picard má celkem 30 dílů rozdělených do tří řad. První díl „Remembrance“ měl premiéru 23. ledna 2020 a poslední „The Last Generation“ 20. dubna 2023. Seriál byl zveřejňován na internetové platformě Paramount+ (původně CBS All Access). 
V Česku byl seriál zveřejňován s českými titulky na streamovací platformě Amazonu Prime Video.

## Přehled řad
| Řada | Díly | Premiéra v USA | Premiéra v USA  | Stanice v USA  |
| Řada | Díly | První díl      | Poslední díl    | Stanice v USA  |
| ---- | ---- | -------------- | --------------- | -------------- |
| 1    | 10   | 23. ledna 2020 | 26. března 2020 | CBS All Access |
| 2    | 10   | 3. března 2022 | 5. května 2022  | Paramount+     |
| 3    | 10   | 16. února 2023 | 20. dubna 2023  | Paramount+     |

## Seznam dílů

### První řada (2020)
| Č. v seriálu | Č. v řadě | Původní název              | Datum     | Režie                   | Scénář | Zveřejnění v USA (CBS All Access) |
| ------------ | --------- | -------------------------- | --------- | ----------------------- | --- | --------------------------------- |
| 1            | 1         | Remembrance                | 2399      | Hanelle M. Culpepperová | námět: Akiva Goldsman, Michael Chabon, Kirsten Beyerová, Alex Kurtzman a James Duff scénář: Akiva Goldsman a James Duff | 23. ledna 2020                    |
| 2            | 2         | Maps and Legends           | 2399/2385 | Hanelle M. Culpepperová | Michael Chabon a Akiva Goldsman                                                                                         | 30. ledna 2020                    |
| 3            | 3         | The End Is the Beginning   | 2399/2385 | Hanelle M. Culpepperová | Michael Chabon a James Duff                                                                                             | 6. února 2020                     |
| 4            | 4         | Absolute Candor            | 2399/2385 | Jonathan Frakes         | Michael Chabon | 13. února 2020                    |
| 5            | 5         | Stardust City Rag          | 2399/2386 | Jonathan Frakes         | Kirsten Beyerová | 20. února 2020                    |
| 6            | 6         | The Impossible Box         | 2399      | Maja Vrvilová           | Nick Zayas | 27. února 2020                    |
| 7            | 7         | Nepenthe                   | 2399      | Doug Aarniokoski        | Samantha Humphreyová a Michael Chabon                                                                                   | 5. března 2020                    |
| 8            | 8         | Broken Pieces              | 2399/2385 | Maja Vrvilová           | Michael Chabon | 12. března 2020                   |
| 9            | 9         | Et in Arcadia Ego (Part 1) | 2399      | Akiva Goldsman          | námět: Michael Chabon, Ayelet Waldmanová a Akiva Goldsman scénář: Michael Chabon a Ayelet Waldmanová                    | 19. března 2020                   |
| 10           | 10        | Et in Arcadia Ego (Part 2) | 2399      | Akiva Goldsman          | námět: Michael Chabon a Akiva Goldsman scénář: Michael Chabon                                                           | 26. března 2020                   |

### Druhá řada (2022)
| Č. v seriálu | Č. v řadě | Původní název      | Datum               | Režie            | Scénář | Zveřejnění v USA (Paramount+) |
| ------------ | --------- | ------------------ | ------------------- | ---------------- | --- | ----------------------------- |
| 11           | 1         | The Star Gazer     | 2401                | Doug Aarniokoski | Akiva Goldsman a Terry Matalas | 3. března 2022                |
| 12           | 2         | Penance            | 2401                | Doug Aarniokoski | námět: Michael Chabon, Akiva Goldsman, Terry Matalas a Christopher Monfette scénář: Akiva Goldsman, Terry Matalas a Christopher Monfette | 10. března 2022               |
| 13           | 3         | Assimilation       | 2401/12. dubna 2024 | Lea Thompsonová  | Kiley Rossetterová a Christopher Monfette                                                                                                | 17. března 2022               |
| 14           | 4         | Watcher            | 12. dubna 2024      | Lea Thompsonová  | námět: Travis Fickett a Juliana Jamesová scénář: Juliana Jamesová a Jane Maggsová                                                        | 24. března 2022               |
| 15           | 5         | Fly Me to the Moon | 12. dubna 2024      | Jonathan Frakes  | Cindy Appelová | 31. března 2022               |
| 16           | 6         | Two of One         | 12. dubna 2024      | Jonathan Frakes  | Cindy Appelová a Jane Maggsová | 7. dubna 2022                 |
| 17           | 7         | Monsters           | 13. dubna 2024      | Joe Menendez     | Jane Maggsová | 14. dubna 2022                |
| 18           | 8         | Mercy              | 13.-14. dubna 2024  | Joe Menendez     | Cindy Appelová a Kirsten Beyerová | 21. dubna 2022                |
| 19           | 9         | Hide and Seek      | 14. dubna 2024      | Michael Weaver   | Matt Okumura a Chris Derrick | 28. dubna 2022                |
| 20           | 10        | Farewell           | 2024/2401           | Michael Weaver   | Christopher Monfette a Akiva Goldsman | 5. května 2022                |

### Třetí řada (2023)
| Č. v seriálu | Č. v řadě | Původní název       | Datum (+v závorce Hvězdné datum) | Režie             | Scénář                             | Zveřejnění v USA (Paramount+) |
| ------------ | --------- | ------------------- | -------------------------------- | ----------------- | ---------------------------------- | ----------------------------- |
| 21           | 1         | The Next Generation | 2401                             | Doug Aarniokoski  | Terry Matalas                      | 16. února 2023                |
| 22           | 2         | Disengage           | 2401                             | Doug Aarniokoski  | Christopher Monfette a Sean Tretta | 23. února 2023                |
| 23           | 3         | Seventeen Seconds   | 2401/2381                        | Jonathan Frakes   | Jane Maggs a Cindy Appel           | 2. března 2023                |
| 24           | 4         | No Win Scenario     | 2401 (78183.10)/2396             | Jonathan Frakes   | Terry Matalas a Sean Tretta        | 9. března 2023                |
| 25           | 5         | Imposter            | 2401 (78186.03)                  | Dan Liu           | Cindy Appel                        | 16. března 2023               |
| 26           | 6         | Bounty              | 2401                             | Dan Liu           | Christopher Monfette               | 23. března 2023               |
| 27           | 7         | Dominion            | 2401/70. léta 24. století        | Deborah Kampmeier | Jane Maggs                         | 30. března 2023               |
| 28           | 8         | Surrender           | 2401                             | Deborah Kampmeier | Matt Okumura                       | 6. dubna 2023                 |
| 29           | 9         | Võx                 | duben 2401                       | Terry Matalas     | Sean Tretta a Kiley Rossetter      | 13. dubna 2023                |
| 30           | 10        | The Last Generation | duben 2401/2402                  | Terry Matalas     | Terry Matalas                      | 20. dubna 2023                |